# Euphaedra pseudeleus
Euphaedra pseudeleus är en fjärilsart som beskrevs av Hall 1935. Euphaedra pseudeleus ingår i släktet Euphaedra och familjen praktfjärilar. Inga underarter finns listade i Catalogue of Life.